# Музей-усадьба А. М. Герасимова
Музей-усадьба А. М. Герасимова расположен в Мичуринске, в городской купеческой усадьбе XIX века. Музейный комплекс включает жилой дом и дворовые постройки — каретный сарай, погреб и амбар, приспособленный художником в 1930-х годах под мастерскую.
Двухэтажный кирпичный дом был построен в 1886 году отцом художника, Михаилом Сафроновичем Герасимовым. В нём Александр Михайлович провёл свои детские и юношеские годы. Здесь он жил со своей семьёй после революции до переезда в Москву в 1925 году. Уехав в Москву, художник связи с родным городом не терял, приезжал сюда постоянно, подолгу работал. Здесь в июне 1942 года произошла встреча А. М. Герасимова со своим другом маршалом Советского Союза К. Е. Ворошиловым, который направлялся на станцию Рада для формирования армии. В память об этом событии на здании установлена мемориальная доска.
Амбар из старинного тёмного кирпича — одна из старинных построек города, уцелевших от большого пожара 1865 года. Александр Михайлович амбар приспособил под мастерскую. Пол был выложен плитами из известняка. Два узких окна давали слишком мало света. Мастерская делилась на две половины — светлую и тёмную. Чтобы решить проблему освещённости, Герасимов в 1934 году прорубил в торцовой части амбара большое окно. В мастерской сохранились стол, два мольберта, подставка для натурщика, кисти, краски. Рядом была устроена терраса, которая также служила художнику рабочим уголком во время частых приездов в Мичуринск. На ней в 1935 году художник написал пейзаж «Мокрая терраса. После дождя», репродукция которого многие годы публиковалась в учебнике русского языка, а оригинал хранится в Государственной Третьяковской галерее.
После смерти художника и его сестры Александры долгие годы в доме жила домработница семьи Герасимовых Дарья Митрофановна Нагина. В конце 1960-х годов Дарья Митрофановна была уже пожилой женщиной и не могла самостоятельно ухаживать за домом. Все постройки требовали ремонта. В 1971 году городская общественность стала поднимать вопрос об открытии в доме музея первого президента Академии художеств СССР, народного художника СССР А. М. Герасимова. После многократных обращений краеведа Николая Иванова, друга художника и почитателя его таланта, в сентябре 1975 года вышло постановление Тамбовского областного Совета депутатов о создании Дома-музея, как филиала Тамбовской областной картинной галереи. Руководителем нового музея была назначена сотрудница Мичуринского краеведческого музея — Тамара Ильинична Воронова. Реставрация дома и мастерской была проведена в максимально короткий срок. Музей открылся 16 марта 1977 года. В музее собраны подлинные вещи семьи Герасимова — мебель, документы и фотографии. В трёх комнатах первого и второго этажа дома размещена экспозиция, отражающая основные события жизни и деятельности Герасимова. Пять комнат — мемориальные. Бывшие кухня и кладовая используются как служебные помещения музея.
В 1981 году к 100-летию со дня рождения А. М. Герасимова по проекту тамбовского архитектора Александра Сергеевича Лунькина был построен выставочный зал, где экспонируется самая большая коллекция произведений художника (141 работа).